# Hypanthidioides catarinensis
Hypanthidioides catarinensis là một loài Hymenoptera trong họ Megachilidae. Loài này được Urban mô tả khoa học năm 1995.